# Trey Moses
Trey Alex Moses (Louisville, Kentucky, 21 de agosto de 1997) es un baloncestista estadounidense que pertenece a la plantilla del Allianz Swans Gmunden austriaco. Con 2,06 metros de estatura, juega en la posición de ala-pívot.

## Trayectoria deportiva

### Universidad
Jugó cuatro  temporadas con los Ball State de la Universidad Estatal Ball, en las que promedió 8,6 puntos, 6,9 rebotes, 2,2 asistencias y 1,1 tapones por partido. por partido. En 2018 fue incluido en el tercer mejor quinteto de la Mid-American Conference y, previamente, en 2017, lo fue en el mejor quinteto defensivo de la conferencia. Acabó su carrera como el jugador con más partidos disputados de la historia de su universidad, 132, y el segundo con más tapones conseguidos, 139.

### Profesional
Tras no ser elegido en el Draft de la NBA de 2019, en el mes de agosto firmó su primer contrato profesional con el equipo búlgaro del BC Beroe. Disputó 16 partidos, en los que promedió 8,0 puntos y 7,7 rebotes. En enero de 2020 llegó a un acuerdo con el equipo para rescindir el contrato.
El 12 de febrero de 2020 firmó contrato con el Kilsyth Cobras de la NBL1, una liga semiprofesional australiana.